# Sambir
Sambir (ukrajinsky Самбір; polsky Sambor; rusky Самбoр) je město (do července 2020 město oblastního významu) v Haliči, od roku 1939 na západní Ukrajině. Leží na jihozápadě Lvovské oblasti na břehu Dněstru, nedaleko od hranic s Polskem. Žije zde přibližně 34 tisíc obyvatel, z toho přes 3 % Poláků.

## Historie
První písemná zmínka o městě pocházejí z roku 1241.P V roce 1390 bylo město založeno podle magdeburského právakrakovským vojvodem Spytkem z Melsztyna, majitelem mj. Samborské oblasti. Byl zde zřízen římskokatolický kostel a fara. Od 15. století  se v Samboru scházely městské soudy.  Roku 1542 město získalo privilegium de non tolerandis Judaeis a roku 1595 právo jeho skladu.
V letech 1498 a 1515 zničily město tatarské nájezdy. V roce 1530 starosta Krzysztof Szydłowiecki obehnal Sambor kamennými zdmi a příkopem.
V roce 1604 pobýval v paláci vojvodství Jerzy Mniszech car Dymitr Samozvaný I., který si vzal jeho dceru Marynu Mniszech. Odtud se 28. září 1604 vydala jeho výprava do Moskvy. V roce 1648 obyvatelé odrazili útok Chmelnických kozáků a v roce 1657 vojska sedmihradského knížete Jiřího II. Rákócziho.

## Současnost
V současnosti je město centrem Sambirského rajónu a železničním uzlem tratí Lvov – Sjanky – Užhorod, Sambir – Stryj a Sambir – Chyriv – Polsko. Poblíž města jsou ropná pole a vojenská letecká základna.

## Město v kultuře
Závěrečná část českého filmu Poslušně hlásím, natočeného podle knihy Jaroslava Haška Osudy dobrého vojáka Švejka za světové války, se odehrává v okolí tohoto města.

## Osobnosti
- Volodymyr Bačynskyj (1880 –1927), na počátku 20. století poslanec Říšské rady
- Władysław Abraham (1860–1941) – polský historik